# Чхиндвара
Чхиндвара — город и муниципальный центр округа Чхиндвара в Индии (штат Мадхья-Прадеш). Соединён железной дорогой и шоссе с городами Нагпур и Джабалпур. Ближайший аэропорт находится в Нагпуре (130 км).

## География
Чхиндвара расположен возле ручья Бодри — притока Кульберы на высоте 677 метров над уровнем моря.
Ближайшими крупными городами являются Бхопал (337 км), Джабалпур (217 км) и Нагпур (128 км, соединён железной дорогой). Город находится на живописном плато Сатпура в окружении одноимённого горного массива. В центре города расположено два озера: Бада Талаб и Чота Талаб.

## История
Считается, что когда-то в округе Чхиндвары было множество «Chhind» (финиковая пальма или Phoenix dactylifera) и местность называлась «Chhind»-«Wada» (wada означает место). Согласно другой легенде, название местности происходит от слова «Sinh» (лев на хинди), так как дорога в округ вела мимо логова львов. Так выражение «Sinh Dwara» (вход в логово льва) стал названием всей местности, со временем превратившись в Чхиндвару.
По легендам, город был основан Ратаном Рагуванши из Айодхьи, убившем вождя клана Гаоли. Свой дом он построил на месте, где остановились выпущенные козы. Так же существует разрушенный форт, в пределах которого сохранился старый каменный дом, в котором якобы жил Рагуванши. Британский военный гарнизон присутствовал в Чхиндваре до революции 1857-58 гг. Некоторое время дом использовался в качестве санатория для гарнизона Кампти.
Город стал муниципалитетом в 1867 году.

## Туризм

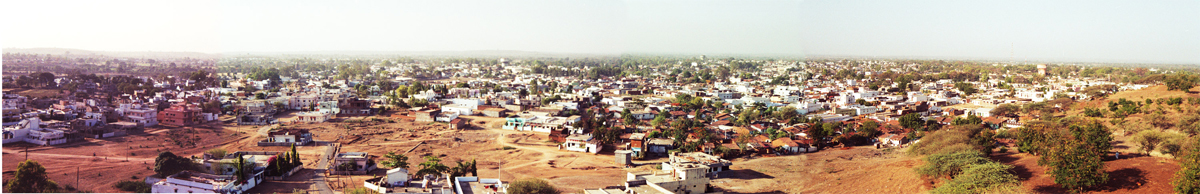
Панорама Чхиндвары

Возле Чхиндвары расположены различные объекты, способствующие развитию туризма в регионе.
- Форт Девгарх (Деогарх), расположенный на расстоянии 39 км от Чхиндвары возле Моххеда. Был построен королём гондов Джатавом в архитектурном стиле, близкому к Мугхал. Девгарх и служил столицей династии Гондвана до 18 столетия[5].
- Государственный музей племен имени Шри Бадала Бхои или Музей племен, основанный в 1954 году и получивший звание государственного в 1975-м. Современное название в честь одного из лидеров революции в округе получил в 1997 году. Состоит из 14 залов и 5 галерей, представляющих историю около 45 народов, живших в Мадхья-Прадеше и Чхаттисгархе. Является старейшим и крупнейшим историческим музеем Мадхья-Прадеша[6].
- Паталкот[англ.] — ландшафт, расположенный в долине на глубине 360—460 метров[6].

## Персоналии
- Камал Натх[англ.], министр дорог и транспорта[7].
- Нирмала Шривастава, основательница Сахаджа-йоги.
- Лииладхар Мандлои, индийский поэт.